# Christophe Meslin
Christophe Meslin (Vernon, 13 luglio 1977) è un ex calciatore francese, di ruolo attaccante.

## Carriera

### Calciatore
Gioca tutta la sua carriera in Francia, facendo 45 presenze in Ligue 1 con Rennes e Nizza, 87 presenze in Ligue 2 tra Nizza, Bastia e Guingamp e 5 presenze nella Coppa Intertoto UEFA tra il 2003 e il 2004, sempre con il Nizza, oltre a varie presenze nelle leghe minori francesi.

## Statistiche

### Presenze e reti nei club
Statistiche aggiornate al termine della carriera.
| Stagione               | Squadra                | Campionato             | Campionato | Campionato | Coppe nazionali | Coppe nazionali | Coppe nazionali | Coppe continentali | Coppe continentali | Coppe continentali | Altre coppe | Altre coppe | Altre coppe | Totale | Totale |
| Stagione               | Squadra                | Comp                   | Pres       | Reti       | Comp            | Pres            | Reti            | Comp               | Pres               | Reti               | Comp        | Pres        | Reti        | Pres   | Reti   |
| ---------------------- | ---------------------- | ---------------------- | ---------- | ---------- | --------------- | --------------- | --------------- | ------------------ | ------------------ | ------------------ | ----------- | ----------- | ----------- | ------ | ------ |
| 1997-1998              | Pacy                   | CFA                    | 15         | 11         | CF              | 0               | 0               | -                  | -                  | -                  | -           | -           | -           | 15     | 11     |
| 1998-1999              | Rennes                 | D1                     | 0          | 0          | CF+CdL          | 0               | 0               | -                  | -                  | -                  | -           | -           | -           | 0      | 0      |
| 1999-2000              | Rennes                 | D1                     | 1          | 0          | CF+CdL          | 2+0             | 0               | Int                | 0                  | 0                  | -           | -           | -           | 3      | 0      |
| Totale Rennes          | Totale Rennes          | Totale Rennes          | 1          | 0          |                 | 2               | 0               |                    | 0                  | 0                  |             | -           | -           | 3      | 0      |
| 2000-2001              | Gazélec Ajaccio        | N                      | 36         | 21         | CF              | 1               | 1               | -                  | -                  | -                  | -           | -           | -           | 37     | 22     |
| 2001-2002              | Nizza                  | D2                     | 32         | 16         | CF+CdL          | 1+1             | 0               | -                  | -                  | -                  | -           | -           | -           | 34     | 16     |
| 2002-2003              | Nizza                  | L1                     | 9          | 1          | CF+CdL          | 0               | 0               | -                  | -                  | -                  | -           | -           | -           | 9      | 1      |
| 2003-2004              | Nizza                  | L1                     | 26         | 8          | CF+CdL          | 2+3             | 0+2             | Int                | 3                  | 1                  | -           | -           | -           | 34     | 11     |
| 2004-2005              | Nizza                  | L1                     | 9          | 0          | CF+CdL          | 2+0             | 0               | Int                | 2                  | 0                  | -           | -           | -           | 13     | 0      |
| Totale Nizza           | Totale Nizza           | Totale Nizza           | 76         | 25         |                 | 9               | 2               |                    | 5                  | 1                  |             | -           | -           | 90     | 28     |
| 2005-2006              | Bastia                 | L2                     | 27         | 10         | CF+CdL          | 5+1             | 1+0             | -                  | -                  | -                  | -           | -           | -           | 33     | 11     |
| 2006-gen. 2007         | Bastia                 | L2                     | 13         | 6          | CF+CdL          | 0+1             | 0               | -                  | -                  | -                  | -           | -           | -           | 14     | 6      |
| Totale Brest           | Totale Brest           | Totale Brest           | 40         | 16         |                 | 7               | 1               |                    | -                  | -                  |             | -           | -           | 47     | 17     |
| gen.-giu. 2007         | Guingamp               | L2                     | 7          | 4          | CF+CdL          | -               | -               | -                  | -                  | -                  | -           | -           | -           | 7      | 4      |
| 2007-2008              | Troyes                 | L2                     | 8          | 2          | CF+CdL          | 1+1             | 0               | -                  | -                  | -                  | -           | -           | -           | 10     | 2      |
| 2009-2010              | Gazélec Ajaccio        | CFA                    | 13         | 6          | CF              | 0               | 0               | -                  | -                  | -                  | -           | -           | -           | 13     | 6      |
| Totale Gazélec Ajaccio | Totale Gazélec Ajaccio | Totale Gazélec Ajaccio | 49         | 27         |                 | 1               | 1               |                    | -                  | -                  |             | -           | -           | 50     | 28     |
| 2010-2011              | Pacy                   | CFA                    | 31         | 8          | CF              | 2               | 0               | -                  | -                  | -                  | -           | -           | -           | 33     | 8      |
| 2011-2012              | Grasse                 | CFA2                   | 4          | 2          | CF              | 0               | 0               | -                  | -                  | -                  | -           | -           | -           | 4      | 2      |
| 2012-2013              | Grasse                 | CFA2                   | 4          | 1          | CF              | 0               | 0               | -                  | -                  | -                  | -           | -           | -           | 4      | 1      |
| Totale Grasse          | Totale Grasse          | Totale Grasse          | 8          | 3          |                 | 0               | 0               |                    | -                  | -                  |             | -           | -           | 8      | 3      |
| Totale carriera        | Totale carriera        | Totale carriera        | 235        | 96         |                 | 23              | 4               |                    | 5                  | 1                  |             | -           | -           | 263    | 101    |

## Palmarès

### Individuale
- Capocannoniere del Championnat National: 1

2000-2001 (21 gol, a pari merito con Hocine Lachaab)